# Manius Acilius Glabrio (Konsul 91)
Manius Acilius Glabrio (* um 55; † 95) war ein römischer Politiker und Senator aus der gens Acilia. Er war Sohn des früheren Konsuls Acilius Glabrio.

## Leben
91 war Glabrio neben dem späteren Kaiser Trajan Konsul. Im Jahr seines Konsulats soll er nach Berichten von Sueton auf Befehl des Kaisers Domitian hin als Gladiator in der Arena von Albano gekämpft haben. Juvenal spricht von einem unbewaffneten Kampf gegen einen Bären, Cassius Dio von einem Kampf mit einem Löwen. 95 ließ ihn Domitian hinrichten. Glabrios Sohn war der spätere Konsul (124) Manius Acilius Glabrio.

## Beziehung zum Christentum
Sueton bezeichnet Manius Acilius Glabrio im Zusammenhang mit seiner Hinrichtung als einen molitor rerum novarum (wörtlich ungefähr: „Verfechter/Unterstützer neuer Dinge“) und Cassius Dio erklärt, er sei im Jahre 91 aus denselben Gründen angeklagt und verbannt worden wie „die vielen anderen“. Diese beiden Stellen wurden teilweise so interpretiert, dass Glabrio Christ gewesen und einer religiösen Verfolgung unter Domitian zum Opfer gefallen worden sei. Allerdings ist einerseits allgemein umstritten, welche der anderen bei Cassius Dio erwähnten Opfer Domitians als Christen oder Juden zu interpretieren sind (siehe beispielsweise Titus Flavius Clemens), andererseits ist auch nicht klar, ob sich die von Sueton erwähnten „Neuerungen“, die Glabrio verfochten haben soll, auf religiöse Überzeugungen oder eher auf politische Umsturzpläne beziehen. So kann die fragliche Passage, Glabrio und einige seiner Zeitgenossen seien quasi molitores rerum novarum gewesen, beispielsweise auch so übersetzt werden, dass „sie angeblich auf einen Umsturz aus waren“.